# Villau
Villau ist ein Ortsteil der Gemeinde Rommerskirchen im Rhein-Kreis Neuss in Nordrhein-Westfalen. 

## Lage
Villau schließt sich östlich an die Ortschaft Ramrath an. Südöstlich von Villau liegt Hoeningen. Nordwestlich von Villau verläuft der Strategische Bahndamm. Der Ort liegt an der alten Römerstraße Trier–Neuss.

## Geschichte
Villau bildete seit dem Mittelalter und in der frühen Neuzeit eine jülichsche Enklave im kurkölnischen Amt Hülchrath. Während der französischen Besatzung kam Villau an die Mairie Evinghoven. Seit 1839 gehörte Villau der Gemeinde Hoeningen in der Bürgermeisterei Evinghoven an. 1927 wurde die Bürgermeisterei Evinghoven in Amt Evinghoven umbenannt. Am 1. Januar 1975 wurde die Gemeinde Hoeningen in die Gemeinde Rommerskirchen eingegliedert.

## Religion

### Katholische Kirche
Der Ort gehört mit dem Ortsteil Ramrath zur kath. Sankt Stephanus-Gemeinde in Hoeningen.

## Vereine
- Tambourcorps „Blüh Auf“ Ramrath-Villau
- Schützenverein Ramrath-Villau e. V.